# Ле Стрейндж, Ричард, 7-й барон Стрейндж из Нокина
Ричард ле Стрейндж (англ. Richard Lestrange; 1 августа 1381 — 9 августа 1449) — английский аристократ, 7-й барон Стрейндж из Нокина с 1400 года. Сын Джона ле Стрейнджа, 6-го барона Стрейнджа из Нокина, и его жены Мод де Моун. После смерти отца унаследовал баронский титул и семейные владения, расположенные главным образом в Шропшире; к ним добавилось наследство деда по матери Джона де Моуна, 2-го барона Моуна, не оставившего сыновей. Ле Стрейндж был дважды женат: на Джоан де Грей (дочери Реджинальда де Грея, 3-го барона Грея из Ратина, и Джоан Эстли, 5-й баронессы Эстли) и на Элизабет Кобем (дочери сэра Реджинальда Кобема, 3-го барона Кобема из Стерборо, и Элеаноры Калпепер). Во втором браке родился сын Джон (примерно 1444—1479), 8-й барон Стрейндж из Нокина.